# Romain Bardet
Romain Bardet (Brioude, 9 de noviembre de 1990) es un ciclista francés que fue profesional entre los años 2012 y 2025, cuando dejó la ruta para competir en pruebas de grava.
Sus mejores resultados los ha obtenido en el Tour de Francia, donde acumula 2 podios en la general en las ediciones de 2016 y 2017, cuatro victorias de etapa, además de haber ganado la Clasificación de la montaña en 2019 y el Premio de la combatividad en el año 2015. También, fue subcampeón del mundo en ruta en Innsbruck 2018 y ha sido top-10 en el Giro de Italia 2021 y en el Giro de Italia 2024.

## Biografía

### Carrera juvenil y amateur
Romain Bardet comenzó a pedalear en 1999, a la edad de ocho años, y obtuvo su primera licencia en Brivadois Bicycle Sport en 2000, de la que su padre también es miembro. En su juventud, Bardet apoyó especialmente al escalador David Moncoutié.[cita requerida]

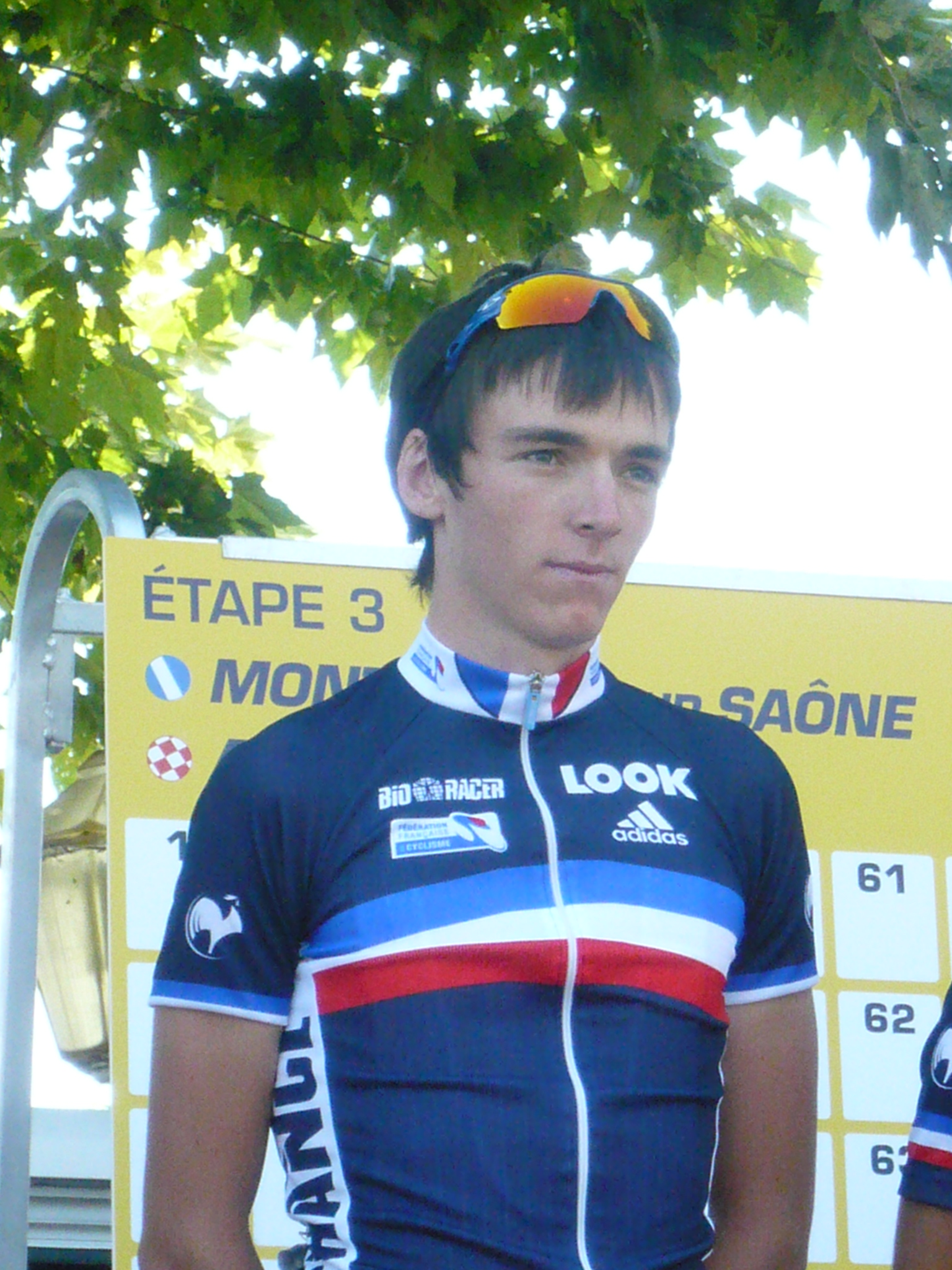
Romain Bardet durante el Tour de l'Ain 2010.

Obtuvo una primera "victoria significativa" en la categoría cadete, ganando el campeonato de Auvernia. Pasó el año siguiente a júnior, es el mismo de Auvernia del año pasado y uno de los mejores jóvenes franceses en las carreras del Challenge nacional. Sus resultados le permiten ser seleccionado para el equipo francés de esta categoría, y ser uno de los mejores corredores en 2008. Es el duodécimo en el Campeonato de Europa júnior y el decimotercero en el Campeonato del Mundo de Carretera Júnior este año. Él gana una etapa de la Course de la Paix juniors antes de ser descalificado debido a una falta grave. Es reclutado en 2009 por el CR4C Roanne, club de la División Nacional 1 (DN1). Evolucionando en la categoría de amateurs (menores de 23 años), es en particular el quinto del Tour de Saboya. En julio, es contactado por Vincent Lavenu, gerente del equipo profesional AG2R La Mondiale, para ingresar en 2010 en la estructura del mismo en el equipo filial, la Chambéry CF.
Durante su primer año en Chambéry, Romain Bardet ganó una etapa de la Ronde de l'Isard, ocupando el noveno lugar en la general, ocupó el sexto lugar en el Tour del Porvenir y fue octavo en el Tour de Saboya. En 2011 tuvo destacadas actuaciones como un segundo lugar la Lieja-Bastoña-Lieja sub-23 y dos etapas del Tour de Saboya. En agosto de 2011, fue fichado por el equipo Ag2r La Mondiale, por dos temporadas a partir de 2012. Participó en el Tour del Porvenir, donde ganó la quinta etapa. Luego corrió el Tour de l'Ain con el equipo sub-23 de Francia. Terminó dos veces entre los diez primeros de una etapa y ocupó el duodécimo lugar en clasificación general final.
Partía entre los favoritos del Tour del Porvenir, obtuvo el segundo lugar de la primera etapa. Perdió cualquier posibilidad de victoria final dos días después de conceder más de tres minutos, habiéndose "neutralizado" con otro favorito como Nairo Quintana. Una vez más, el segundo día, finalmente ganó al día siguiente en la quinta etapa. Terminó este Tour en la 12.ª posición general y ganó la clasificación de puntos.

### Carrera profesional

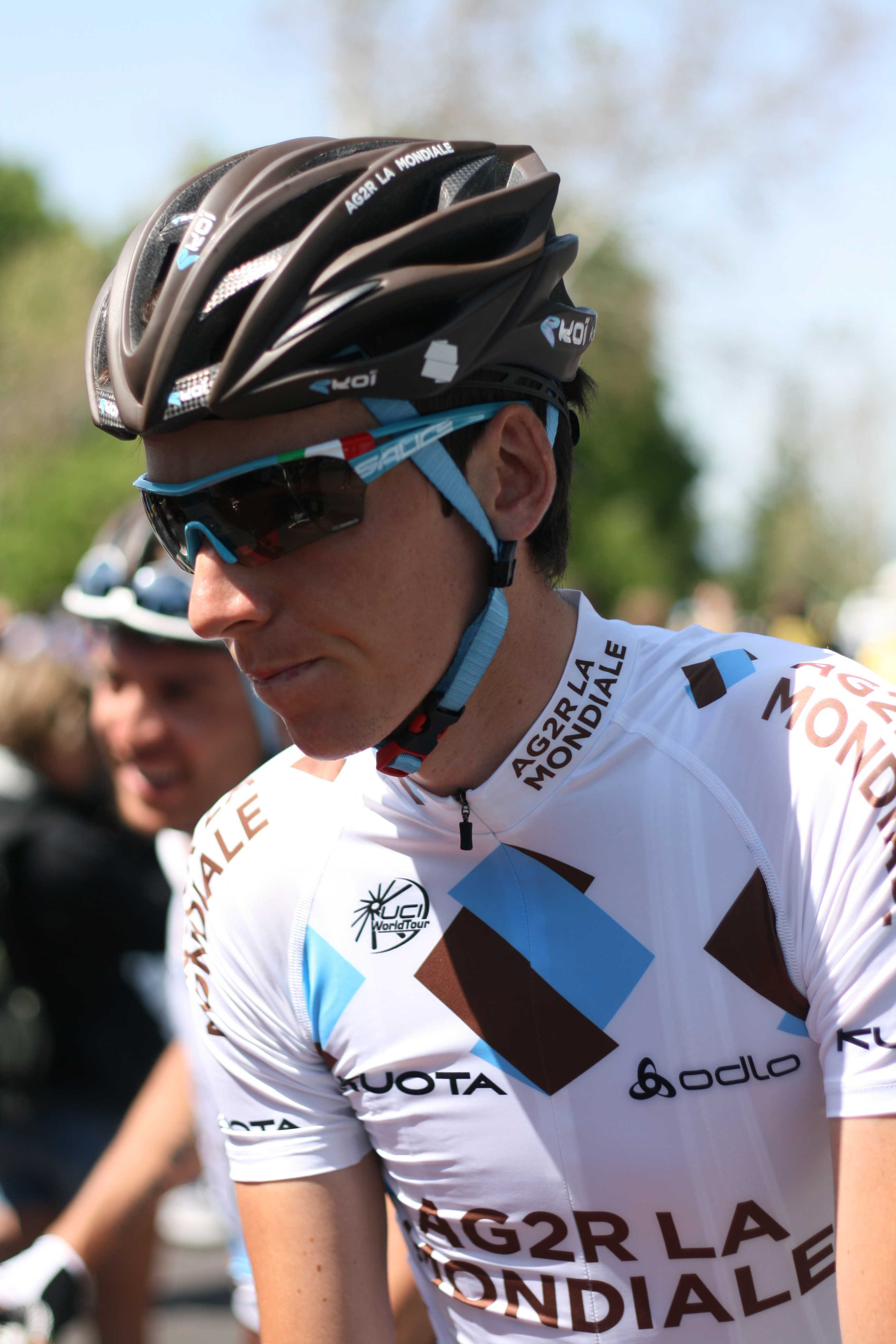
Romain Bardet en el Tour de California 2012.

#### 2012: Primera temporada en profesionales
Romain Bardet se unió al equipo AG2R La Mondiale para la temporada 2012. Gilles Mas, el director deportivo del equipo, lo compara con Alexandre Vinokourov "por su determinación y su aplicación". Debutó con el equipo Ag2r La Mondiale en el Gran Premio Ciclista la Marsellesa a finales de enero, se escapó del pelotón al final de la carrera con un grupo de corredores, y se llevó el duodécimo lugar, en la victoria de Samuel Dumoulin. En abril, corrió en la Amstel Gold Race. Escapándose temprano, obteniendo hasta 13 minutos de diferencia, fue el último en ser neutralizado a 9 kilómetros del final después de más de 220 kilómetros de escapada. Terminó la carrera en el puesto 25. Su mejor resultado de la temporada fue la quinta posición de la general del Tour de Turquía después de haber completado en este mismo lugar la etapa reina que llevó a Elmalin.
Durante el verano, fue el duodécimo en el Tour de Polonia y obtuvo un segundo lugar en la quinta etapa del Tour de l'Ain detrás de Thibaut Pinot. Esta primera temporada profesional, considerada prometedora, obtuvo una extensión de un año de su contrato con AG2R La Mondiale, que fue hasta 2014. Al final de la temporada, realizó una nueva actuación con motivo del Giro de Lombardía, donde escapó durante casi 200 kilómetros y coronó en solitario el muro de Sormano, sucediendo a Ercole Baldini que lo había cruzado también solo en cabeza, cincuenta años antes, en 1962. Terminó el 29.º, su quinta ocasión en el top 30 de una clásica en 2012.

#### 2013: Primer francés del Tour de Francia
Comenzó la temporada con unos resultados discretos. Terminó en el puesto 12.º el Critérium Internacional. Estuvo en el grupo cabecero en el desenlace final de la Flecha Valona y la Lieja-Bastoña-Lieja, terminando esta última carrera en el decimotercer puesto. En junio, participó en la Ruta del Sur, terminando 4.º en la general, 9 segundos por detrás del ganador Thomas Voeckler. 
Romain Bardet fue seleccionado por Vincent Lavenu para realizar su primer Tour de Francia. Llegó al Tour de Francia como aprendiz, pero sorprendió. Escapado en un grupo, durante la novena etapa, con 5 puertos de montaña, mostró sus habilidades para escalar y fue el último en ser neutralizado el grupo de favoritos en la Hourquette d'Ancizan. Fue designado corredor más combativo del día. Jean-Christophe Péraud se retiró debido a una fractura en la clavícula causada por una caída durante la etapa 17. Romain Bardet se convirtió en el líder de la formación AG2R La Mondiale y finalizó la carrera en el 15.º lugar en general, a 26 minutos y 42 segundos del ganador Christopher Froome, siendo la esperanza del ciclismo francés para el futuro junto con Thibaut Pinot. 
En agosto, Bardet ganó su primera victoria profesional al ganar el Tour de l'Ain. Luego, fue seleccionado para la carrera en línea del campeonato mundial de Florencia, corriendo por primera vez un mundial en categoría élite, Bardet terminó en el puesto 28.º. Terminó la temporada quedando 5.º en la general del Tour de Beijing y ganando el maillot de mejor joven.

#### 2014: Explosión en el Tour con un 6.º puesto
En 2014, Romain Bardet volvió a la competición en la inauguración del Gran Premio Ciclista la Marsellesa donde acabó en la décima posición después del sprint final. A posteriori, acabó decimotercero en el Tour de Omán y se hizo con la clasificación del mejor joven. 
De regreso a Francia, el 2 de marzo en los últimos kilómetros de La Drôme Classic atacó al grupo principal para imponerse en solitario. Era el líder del equipo para la París-Niza, pero cedió a 20 kilómetros de la meta durante la primera etapa y luego trabajó para su compañero de equipo Carlos Betancur quien ganó dos etapas y la clasificación general. En la Volta a Cataluña, evento del World Tour, terminó segundo en la cuarta etapa, la más difícil, disputada en la niebla y el frío en la cima de Vallter 2000, siendo superado a un kilómetro de la meta por el americano Tejay van Garderen. Este puesto permitió que se convierta cuarto en la general, puesto que ya ocupó hasta el final de la carrera.
Para su segunda participación en el Tour de Francia, terminó en la sexta posición de la general tras una dura pelea con Thibaut Pinot, Jean-Christophe Péraud, Alejandro Valverde y Tejay van Garderen por el podio y segundo en el maillot blanco de mejor joven a tan solo 3 minutos de Pinot.
En la parte final de la temporada consiguió el segundo puesto en el Tour de l'Ain, a solo 11 segundos del ganador. Fue seleccionado para la prueba en línea de los campeonatos del mundo de Ponferrada como líder del equipo de Francia junto con Tony Gallopin. Acabó en el puesto 62.º. A la semana siguiente, se anunció la ampliación del contrato de Bardet con Ag2r La Mondiale hasta 2018.

#### 2015: Top 10, combatividad y etapa en el Tour

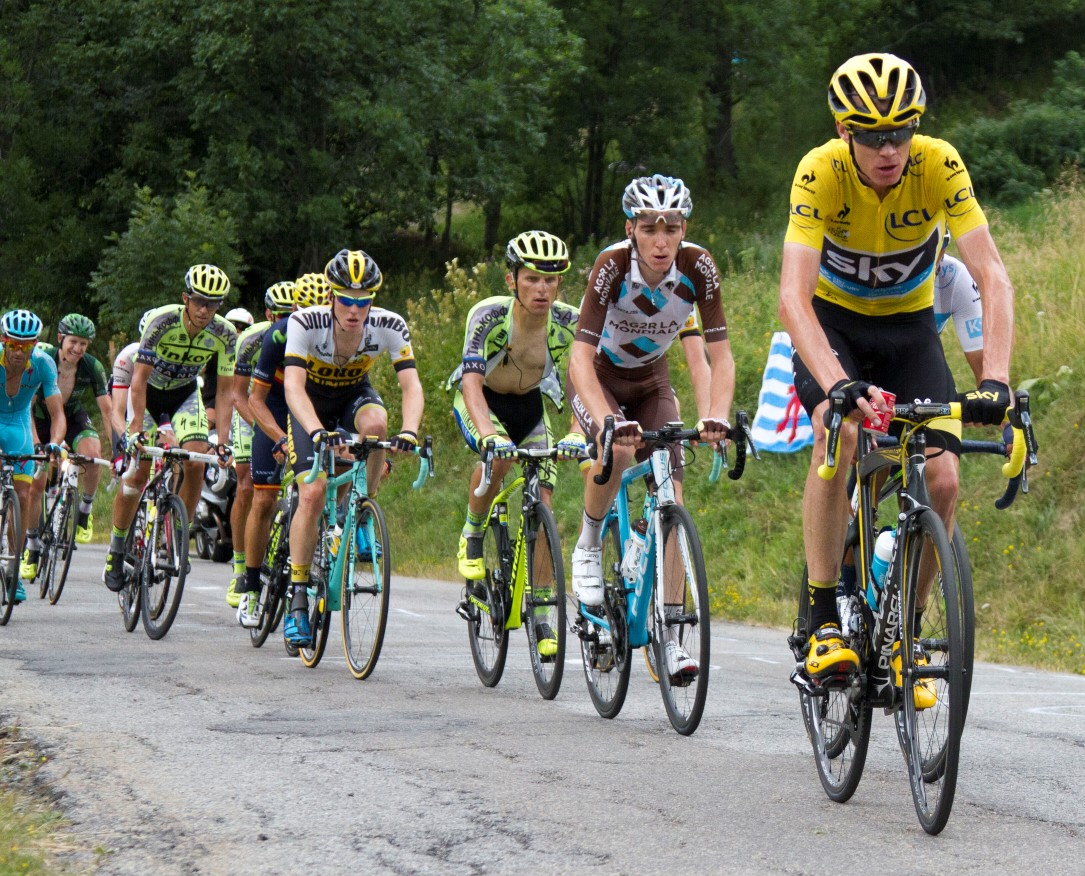
Romain Bardet detrás de Christopher Froome, en el Tour de Francia 2015.

Esta debía de ser la temporada de explosión del joven ciclista francés. A principio de año tuvo una destacada actuación en la Vuelta a Andalucía, siendo 5.º en la general y luchando en las etapas de montaña con Chris Froome y Alberto Contador. Luego, acabó en un meritorio 6.º lugar en la Lieja-Bastoña-Lieja y en un 9.º puesto en el Tour de Romandía. 
Él logró una victoria de etapa de montaña en el Critérium du Dauphiné, después de atacar al grupo de cabeza al final de la penúltima subida del día. Ganó un minuto en el descenso técnico, y luego volvió a apretar en Pra Loup para llevarse la victoria en solitario. Además, acabó 6.º en la general, confirmándose sus buenas sensaciones de cara al Tour de Francia.
Ya en el Tour, encabezó un año más el equipo con Jean-Christophe Péraud. Sin embargo, las buenas sensaciones de Bardet se esfumaron al perder mucho tiempo en la crono inicial de Utrecht, en la segunda etapa camino de Zélande debido a unos abanicos por el viento y en la cuarta etapa con tramos de pavés, por lo que pasó a estar a casi cinco minutos de los principales favoritos. Además, sufrió un desfallecimiento en la primera etapa de alta montaña con final en La Pierre de Saint-Martin. Debido a esto, cambió su táctica, intentando ganar ahora etapas merced a las fugas. Con estas fugas, acabó 3.º tanto en Plateau de Beille como en Mende, rozando la victoria en ambas. Finalmente consiguió su objetivo días después, en la decimoctava etapa camino de Saint-Jean-de-Maurienne tras coger la fuga buena del día y soltar a sus compañeros tras dar un recital en la bajada del Col du Glandon. En las siguientes etapas luchó por el maillot de la montaña, que finalmente conseguiría Christopher Froome. Subió al podio de los Campos Elíseos como ciclista más combativo de la edición y finalmente acabó 9.º en la general tras una mala primera semana.

#### 2016: 2.º en el Tour y consagración como favorito

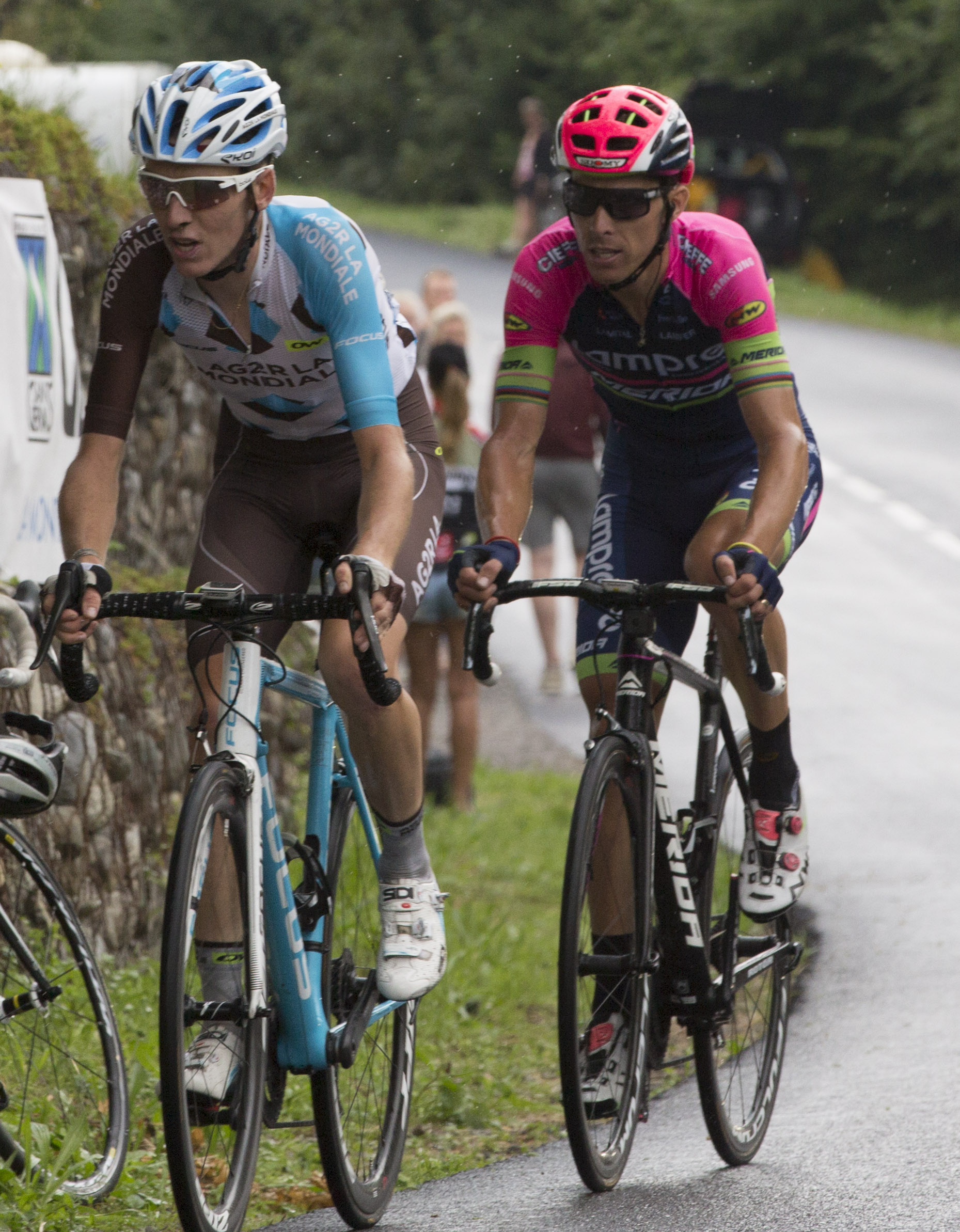
Romain Bardet (izq.) durante la etapa 19 del Tour de Francia 2016 con final en Saint-Gervais Mont Blanc, donde consiguió la victoria.

En febrero de 2016, Bardet atacó repetidamente a Vincenzo Nibali durante la cuarta etapa del Tour de Omán y en última instancia, terminó la etapa en segunda posición, 9 segundos detrás de él. Bardet terminó el Tour de Omán segundo en la general, a 15 segundos de Vincenzo Nibali (Astaná). 
En junio de Bardet atacó durante la sexta etapa del Critérium du Dauphiné y, finalmente, terminó segundo en la etapa después de haber sido vencido al sprint por Thibaut Pinot en la línea de meta en Méribel. Después de la etapa 6, Bardet subió a la tercera posición en la clasificación general, 21 segundos por detrás del líder, Chris Froome. Bardet quedó segundo en la clasificación general final del Critérium du Dauphiné, 12 segundos por detrás de Froome.
En la etapa 19 del Tour de Francia 2016, Bardet y su compañero de equipo Mikaël Cherel atacaron juntos en un descenso húmedo antes de la penúltima subida. Bardet se escapó del grupo del jersey amarillo en las faldas del Mont Blanc a 10 km para la meta. Cazó a Rui Costa a 7 km de la subida, lo dejó en la subida final con 3,2 kilómetros restantes y ganó la etapa por 23 segundos sobre el segundo clasificado, Joaquim Rodríguez. Fue el primer y único francés en ganar una etapa en el Tour de Francia 2016. Después de ganar la etapa 19, Bardet subió del quinto al segundo lugar en la clasificación general. Terminó el Tour de Francia en segunda posición en la clasificación general final, 4:05 detrás de Chris Froome. Bardet se convirtió así en el sexto francés en terminar entre los tres primeros en la clasificación general final de las últimas 30 ediciones del Tour de Francia, los otros cinco eran Thibaut Pinot (2014), Jean-Christophe Péraud (2014), Richard Virenque (1996, 1997), Laurent Fignon (1989) y Jean-François Bernard (1987). 
Bardet fue seleccionado para representar a Francia en los Juegos Olímpicos de 2016 en la carrera de ruta individual. Terminó la carrera de ruta en la 24.º posición.

#### 2017: Nuevo podio en el Tour de Francia y nueva victoria de etapa
En marzo, Romain Bardet fue expulsado de la París-Niza por los comisarios, por haberse agarrado a un automóvil de su equipo después de caerse. Dijo que estaba "profundamente arrepentido" por este "error", y él mismo justificó su descalificación como una "sanción necesaria". En junio, terminó sexto en el Critérium du Dauphiné.
En julio, comenzó el Tour de Francia de forma ascendente. Atacó en el descenso del Mont du Chat, pero terminó siendo atrapado por el grupo de favoritos cerca de Chambéry. El 13 de julio, ganó la duodécima etapa entre Pau y Peyragudes al derrotar a los otros favoritos en el muro final. En los Alpes, atacó varias veces, pero no logró demarrar a Chris Froome. Romain Bardet ocupó el segundo lugar en la clasificación general, a solo 23 segundos de Froome, en la víspera de la última contrarreloj de Marsella. Después de haber recorrido los 22.5 kilómetros del recorrido 41 incluyendo el ascenso de Nuestra Señora de la Guardia, terminó en el lugar 52 de esta etapa, perdiendo 117 segundos con Froome y otorgándole el segundo lugar a Rigoberto Urán. Mantuvo un tercer lugar en el podio con un segundo por delante de Mikel Landa, a 2 minutos y 20 segundos del jersey amarillo.
Del 19 de agosto al 10 de septiembre, participó en su primera Vuelta a España. Después de un comienzo difícil, y a pesar de una catastrófica contrarreloj entre el Circuito de Navarra y Logroño el 5 de septiembre (terminó en la posición 159 de 164 corredores, 8 minutos y 23 segundos detrás de Froome, ganador de la etapa), Romain Bardet remontó algún puesto en la clasificación general, pero sin ganar ninguna etapa. Terminó esta Vuelta en 17.º lugar, y primer corredor francés, 31 minutos y 21 segundos por detrás del ganador Chris Froome.

#### 2018: Primeros podios sobre clásicas y mundiales.

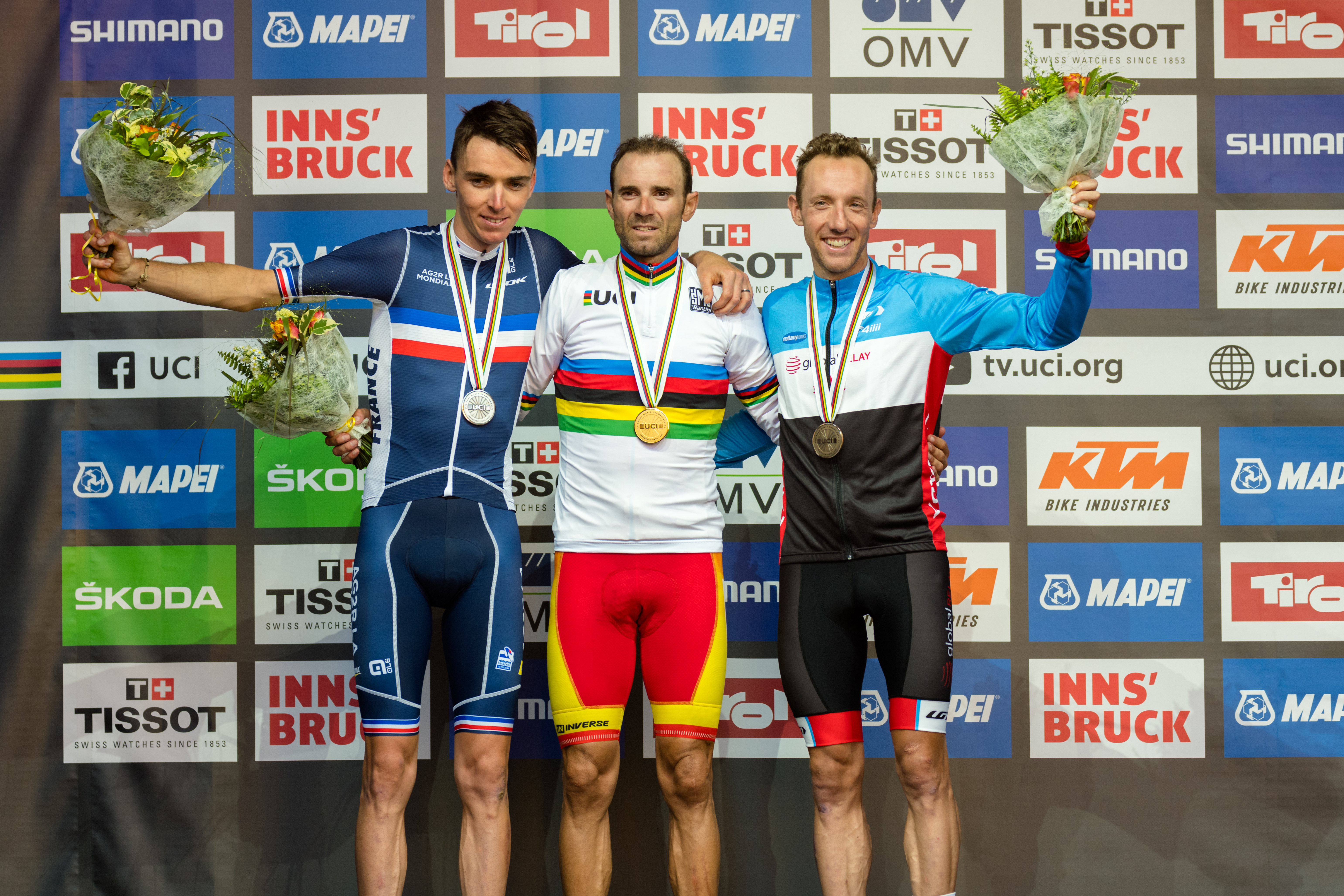
Pódium del Campeonato del mundo 2018

Víctima de un accidente doméstico, debió retrasar su preparación de pretemporada. Ganó la Classic Sud Ardèche con solo dos días de competición en sus piernas. Luego disputó la Strade Bianche, una clásica cuyo prestigio aumenta cada año y que quería descubrir. Ocupó el segundo lugar en la carrera detrás de Tiesj Benoot, después de una larga escapada con el tres veces campeón del mundo de ciclocrós Wout van Aert. Posteriormente, corrió Tirreno-Adriático y la Vuelta al País Vasco, donde finalizó 13.º en la clasificación general con una participación entre estas dos carreras en la clásica belga A través de Flandes, para acostumbrarse a los adoquines en vista del Tour de Francia.
Una semana después de la última etapa de la Vuelta al País Vasco, participó en el Tour de Finisterre que terminó en segundo lugar detrás de Jonathan Hivert. Luego fue noveno en la Flecha Valona y tercero en la Lieja-Bastoña-Lieja, detrás de Bob Jungels y Michael Woods. Este fue su primer podio en un Monumento.
Reanudó la competición poco más de un mes después con el Critérium del Dauphiné, donde realizó una buena contrarreloj por equipos con sus compañeros del equipo AG2R La Mondiale, donde ocuparon el séptimo lugar, a 1 minuto y 30 segundos del Team Sky. Terminó tercero en la general, por detrás de Geraint Thomas, el ganador, y Adam Yates.
El Tour de Francia resultó ser un Tour difícil para Romain Bardet. En la primera semana, sufrió un incidente mecánico en el Mûr-de-Bretagne. Durante la etapa de pavé, su bicicleta sufrió averías tres veces. Perdió a varios compañeros de equipo: Axel Domont, Tony Gallopin y Alexis Vuillermoz debieron abandonar la carrera. En los Alpes, no pudo seguir a Geraint Thomas, quien vestía el jersey amarillo. En los Pirineos, sufrió un pinchazo en la subida del Col de Portet, y retrocedió del quinto al octavo lugar en la clasificación general. Dos días después, durante la última etapa de los Pirineos, atacó en la subida al Tourmalet, pero no pudo seguir a Primož Roglič en el descenso hacia el Aubisque y llegó tercero en Laruns. Después de una exitosa contrarreloj (donde ocupó el puesto 22), volvió al sexto lugar y finalizó el Tour de Francia a 6 minutos y 57 segundos del ganador Geraint Thomas.
A finales de septiembre, Romain Bardet participó en los campeonatos mundiales de ciclismo en Innsbruck. El día 30, después de trabajar para el líder designado por el equipo francés, Julian Alaphilippe, este se descolgó en la última subida, lo que le permitió a Bardet jugar su carta. Finalmente fue segundo en línea de meta, vencido en un sprint de cuatro hombres por Alejandro Valverde.

#### 2020: Última temporada en el AG2R y abandono en el Tour
En una de las primeras pruebas por etapas de la temporada, el Tour de los Alpes Marítimos y de Var, finalizó segundo de la general a 40 segundos de Nairo Quintana.
Antes de comenzar el Tour de Francia, se anunció que ficharía por el Team Sunweb (posteriormente Team DSM), por los próximos dos años.
Previo al Tour, finalizó 6.º en el Critérium del Dauphiné, colocándole como uno de los previsibles favoritos a la general del Tour de Francia.
Al finalizar la etapa 12, Bardet marchaba en cuarta posición de la general, a 30 segundos del líder Roglič. En la etapa siguiente, sufrió una caída junto con otros ciclistas como Bauke Mollema o Nairo Quintana. A pesar de ello, finalizó la etapa, pero tuvo que renunciar a tomar la salida la etapa siguiente debido a una conmoción cerebral, fruto de la caída que sufrió. De esta manera, abandonó por primera vez en una gran vuelta.

#### 2021: Top10 en el Giro y etapa en la Vuelta
Con su nuevo fichaje por el Team DSM, cambió sus objetivos de la temporada, participando por primera vez en el Giro de Italia, en lugar de acudir al Tour de Francia, en el que participaba interrumpidamente desde el año 2013. Para encarar su nuevo objetivo, disputó las primeras carreras del año en Italia, finalizando 8.º en la Tirreno-Adriático y 9.º en el Tour de los Alpes. A pesar de no comenzar en posiciones de cabeza el Giro, se colocó 10.º en la general al finalizar la etapa 14. En la etapa 16, finalizó segundo a 27 segundos del vencedor Egan Bernal, llegando a meta junto a Damiano Caruso. Esta etapa le permitió escalar hasta la 7.ª posición de la general, posición que conservaría hasta el final del Giro de Italia.
Junto con otros compatriotas suyos como Julian Alaphilippe, renunció a participar en los Juegos Olímpicos de Tokio.
Antes de su participación en la Vuelta a España, participó en la Vuelta a Burgos. En la 3.ª etapa con final en Espinosa de los Monteros, consiguió vencer y colocarse como líder de la general, tras generar una ventaja suficiente en Picón Blanco. En el siguiente día de competición conservó el maillot de líder, pero en la 5.ª y definitiva etapa, cedió el liderato en favor de Mikel Landa, finalizando 6.º de la general final y primero de la clasificación de la montaña.
A diferencia del Giro, comenzó la Vuelta a España en buenas posiciones, realizando un buen papel en la contrarreloj individual inicial de Burgos a tan solo 17 segundos de Primož Roglič. A pesar de su buen inicio, se vio involucrado en una caída masiva en la quinta etapa a falta de 11 kilómetros, lo que lastró sus opciones de la general, tras llegar a más de 12 minutos del vencedor. En la 14.ª etapa, consiguió ser parte de la escapada del día. Tras pasar primero por los puertos puntuables del día, atacó a falta de 6 kilómetros para la meta de Pico Villuercas, que le valió para conseguir su primera etapa en la Vuelta, además de conseguir el maillot de lunares azules de la clasificación de la montaña. Tras varios días de líder de la montaña, cedió el maillot en la etapa 18 en favor de su compañero de equipo Michael Storer.

#### 2024: Anuncio de retirada y líder del Tour
Previo al inicio del Tour de Francia, anunció su retirada para el año 2025, una vez finalizado el Critérium del Dauphiné. En la primera etapa del Tour de Francia, realizó un ataque a falta de 50 kilómetros a meta, en el que se unió a su compañero de equipo, que se encontraba en la fuga Frank van den Broek. Ambos llegaron juntos a línea de meta, pasando en primer lugar Romain, lo que le permitió llevarse la etapa y vestir el maillot amarillo de líder por primera vez en su carrera. En la siguiente etapa cedió el maillot en favor de Tadej Pogačar.

### Vida privada
Hijo de un maestro y una enfermera. Tiene una hermana, seis años más joven. La familia vive en Paulhac, localidad vecina a Brioude.

## Palmarés
| 2010 (como amateur) - 1 etapa de la Ronde d'Isard 2011 (como amateur) - 2 etapas del Tour de Saboya - 1 etapa del Tour del Porvenir 2013 - Tour de l'Ain 2014 - La Drôme Classic 2015 - 1 etapa del Critérium del Dauphiné - 1 etapa del Tour de Francia, más premio de la combatividad 2016 - 2.º en el Tour de Francia, más 1 etapa | 2017 - 3.º en el Tour de Francia, más 1 etapa 2018 - Classic Sud Ardèche - 2.º en el Campeonato Mundial en Ruta 2019 - Clasificación de la montaña del Tour de Francia 2021 - 1 etapa de la Vuelta a Burgos - 1 etapa de la Vuelta a España 2022 - Tour de los Alpes 2024 - 1 etapa del Tour de Francia |

## Resultados

### Grandes Vueltas
| Carrera | Carrera         | 2012 | 2013 | 2014 | 2015 | 2016 | 2017 | 2018 | 2019 | 2020 | 2021 | 2022 | 2023 | 2024 | 2025 |
| ------- | --------------- | ---- | ---- | ---- | ---- | ---- | ---- | ---- | ---- | ---- | ---- | ---- | ---- | ---- | ---- |
|         | Giro de Italia  | —    | —    | —    | —    | —    | —    | —    | —    | —    | 7.º  | Ab.  | —    | 9.º  | 26.º |
|         | Tour de Francia | —    | 15.º | 6.º  | 9.º  | 2.º  | 3.º  | 6.º  | 15.º | Ab.  | —    | 6.º  | Ab.  | 30.º | —    |
|         | Vuelta a España | —    | —    | —    | —    | —    | 17.º | —    | —    | —    | 25.º | —    | 21.º | —    | —    |

### Vueltas menores
| Carrera | Carrera                | 2012 | 2013 | 2014 | 2015 | 2016 | 2017 | 2018 | 2019 | 2020 | 2021 | 2022 | 2023 | 2024 | 2025 |
| ------- | ---------------------- | ---- | ---- | ---- | ---- | ---- | ---- | ---- | ---- | ---- | ---- | ---- | ---- | ---- | ---- |
|         | Tour Down Under        | —    | —    | —    | —    | —    | —    | —    | —    | 38.º | X    | X    | —    | —    | —    |
|         | París-Niza             | —    | 27.º | 36.º | 14.º | 9.º  | Ex.  | —    | 5.º  | 19.º | —    | —    | 7.º  | —    | —    |
|         | Tirreno-Adriático      | —    | —    | —    | —    | —    | —    | 13.º | —    | —    | 8.º  | 12.º | —    | Ab.  | —    |
|         | Volta a Cataluña       | 12.º | —    | 4.º  | Ab.  | 6.º  | 10.º | —    | Ab.  | X    | —    | —    | Ab.  | —    | —    |
|         | Vuelta al País Vasco   | —    | 53.º | —    | —    | —    | 15.º | 13.º | —    | X    | —    | —    | —    | —    | —    |
|         | Tour de Romandía       | —    | —    | —    | 9.º  | 27.º | —    | —    | —    | X    | —    | —    | 7.º  | —    | —    |
|         | Critérium del Dauphiné | —    | —    | 5.º  | 9.º  | 2.º  | 6.º  | 3.º  | 10.º | 6.º  | —    | —    | —    | —    | 26.° |
|         | Vuelta a Suiza         | —    | —    | —    | —    | —    | —    | —    | —    | X    | —    | —    | 5.º  | —    | —    |

### Clásicas, Campeonatos y JJ.OO.
| Strade Bianche          | Strade Bianche          | —    | —             | —             | —             | —    | —             | 2.º           | —             | —             | 23.º | —    | —    | 17.º | —    |    |    |
|                         | Milán-San Remo          | —    | 17.º          | —             | —             | —    | —             | —             | 50.º          | —             | 27.º | —    | —    | —    | —    |    |    |
| A Través de Flandes     | A Través de Flandes     | —    | —             | —             | —             | —    | —             | 73.º          | —             | X             | —    | —    | —    | —    |      |    |    |
|                         | Tour de Flandes         | —    | —             | —             | —             | —    | —             | —             | —             | 25.º          | —    | —    | —    | —    | —    |    |    |
| Flecha Brabanzona       | Flecha Brabanzona       | —    | —             | —             | 20.º          | —    | —             | —             | —             | 27.º          | —    | —    | —    | —    | —    |    |    |
| Amstel Gold Race        | Amstel Gold Race        | 25.º | 48.º          | 33.º          | —             | —    | —             | —             | 9.º           | X             | —    | —    | —    | —    | —    |    |    |
| Flecha Valona           | Flecha Valona           | 29.º | 111.º         | 35.º          | —             | —    | 13.º          | 9.º           | 13.º          | —             | —    | —    | 9.º  | —    | —    |    |    |
|                         | Lieja-Bastoña-Lieja     | —    | 13.º          | 10.º          | 6.º           | 13.º | 6.º           | 3.º           | 21.º          | —             | —    | Ab.  | 15.º | 2.º  | 82.º |    |    |
| Clásica San Sebastián   | Clásica San Sebastián   | 33.º | 20.º          | 18.º          | 84.º          | —    | —             | —             | —             | X             | —    | —    | 38.º | Ab.  |      |    |    |
| Cyclassics Hamburg      | Cyclassics Hamburg      | 73.º | 99.º          | —             | —             | —    | —             | —             | —             | X             | X    | —    | —    | —    |      |    |    |
| Bretagne Classic        | Bretagne Classic        | 29.º | 25.º          | 85.º          | —             | —    | —             | —             | —             | —             | —    | —    | —    | —    |      |    |    |
| Gran Premio de Quebec   | Gran Premio de Quebec   | 56.º | 107.º         | 24.º          | 35.º          | 22.º | —             | —             | —             | X             | X    | 20.º | —    | 90.º |      |    |    |
| Gran Premio de Montreal | Gran Premio de Montreal | 22.º | 16.º          | 5.º           | 7.º           | 20.º | —             | —             | —             | X             | X    | 8.º  | —    | 11.º |      |    |    |
| París-Tours             | París-Tours             | —    | —             | —             | —             | —    | —             | —             | —             | 7.º           | —    | —    | —    | —    |      |    |    |
|                         | Giro de Lombardía       | 29.º | —             | 11.º          | 17.º          | 4.º  | —             | Ab.           | —             | —             | 8.º  | 9.º  | 11.º | —    |      |    |    |
| JJ. OO. (Ruta)          | JJ. OO. (Ruta)          | —    | No se disputó | No se disputó | No se disputó | 24.º | No se disputó | No se disputó | No se disputó | No se disputó | —    | ND   | ND   | —    | ND   | ND | ND |
| Mundial en Ruta         | Mundial en Ruta         | —    | 28.º          | 62.º          | —             | —    | —             | 2.º           | —             | —             | —    | 22.º | —    | 10.º |      |    |    |
| Europeo en Ruta         | Europeo en Ruta         | X    | X             | X             | X             | —    | —             | —             | —             | —             | 12.º | —    | —    | —    |      |    |    |
| Francia en Ruta         | Francia en Ruta         | 30.º | 34.º          | 37.º          | 11.º          | 10.º | —             | —             | —             | 10.º          | —    | —    | —    | —    |      |    |    |

—: No participa

Ab.: Abandona

Ex.: Expulsado

X: No se disputó

## Equipos
- AG2R La Mondiale (2012-2020)
- DSM/Picnic[21] (2021-2025)[1]
  - Team DSM (2021-2023)[22]
  - Team dsm-firmenich (2023)
  - Team dsm-firmenich PostNL (2024)
  - Team Picnic PostNL (2025)

## Reconocimientos
- Bicicleta de Oro Francesa (2016)